# اچ‌ام‌سی‌اس اتاوا (اف‌اف‌اچ ۳۴۱)
اچ‌ام‌سی‌اس اتاوا (اف‌اف‌اچ ۳۴۱) (به انگلیسی: HMCS Ottawa (FFH 341)) یک کشتی بود که طول آن ۱۳۴٫۲ متر (۴۴۰ فوت) بود. این کشتی در سال ۱۹۹۶ ساخته شد.